# Didier Ramoudt
Didier Ramoudt (Oostende, 4 januari 1949) is een voormalig Belgisch politicus voor de liberale VLD.

## Levensloop
Ramoudt studeerde af als regent in lichamelijke opvoeding en biologie en zedenleer aan de Rijksnormaalschool in Gent en was van 1969 tot 1977 lesgever in het stedelijk onderwijs in Oostende. Van 1977 tot 1999 was hij gedelegeerd bestuurder van het autocar- en busbedrijf Ramoudt Tours. Daarna werd hij actief in de vastgoed- en bouwsector met het bedrijf Immo 43, waarvan Ramoudt van 2000 tot 2019 gedelegeerd bestuurder was. Van 2007 tot 2012 leidde hij tevens een reisbureau. Voorts was hij gedelegeerd bestuurder van het BAAV, de beroepsvereniging van autobus- en autocarondernemers, en voorzitter van de raden van bestuur van Busworld, een vakbeurs voor bus- en autocarfabrikanten, en Busworld International, de internationale tak van Busworld.
Vanuit zijn achtergrond als ondernemer werd Ramoudt politiek actief voor de liberale partij PVV en haar opvolgers VLD en Open Vld. Voor de partij was hij van 1989 tot 1994 en opnieuw van 2001 tot 2012 gemeenteraadslid van Oostende. In juni 1992 werd hij eveneens lid van de Kamer van volksvertegenwoordigers voor het arrondissement Veurne-Diksmuide-Oostende ter opvolging van de overleden Willy Declerck en bleef dit tot in mei 1995. Hij zetelde er van 1992 tot 1994 in de commissie Landbouw en Middenstand en van 1993 tot 1995 in de commissie Infrastructuur.
In de periode juli 1992-mei 1995 had hij als gevolg van het toen bestaande dubbelmandaat ook zitting in de Vlaamse Raad. De Vlaamse Raad was vanaf 21 oktober 1980 de opvolger van de Cultuurraad voor de Nederlandse Cultuurgemeenschap, die op 7 december 1971 werd geïnstalleerd, en was de voorloper van het huidige Vlaams Parlement. Hij was er actief in de commissie Algemene Zaken. Bij de eerste rechtstreekse verkiezingen voor het Vlaams Parlement van 21 mei 1995 werd hij verkozen in de kieskring Veurne-Diksmuide-Ieper-Oostende. Ook na de volgende Vlaamse verkiezingen van 13 juni 1999 bleef hij Vlaams volksvertegenwoordiger tot juni 2004. Gedurende zijn periode als Vlaams Parlementslid was hij van 1995 tot 1999 lid van de commissie Werkgelegenheid en Economische Aangelegenheden en zetelde hij van 1999 tot 2004 in de commissie Economie, Landbouw, Werkgelegenheid en Toerisme. Bij de Vlaamse verkiezingen van juni 2004 raakte Ramoudt niet herkozen.
Tussen juli 1999 en juni 2004 werd hij door het Vlaams Parlement aangewezen als gemeenschapssenator in de Senaat. Daar was hij van 1999 tot 2004 lid van de commissie Financiën en Economische Aangelegenheden, van 1999 tot 2003 van de commissie Justitie en van 2000 tot 2003 voorzitter van de werkgroep Mobiliteit. Tussen 2003 en 2004 zetelde Ramoudt tevens als plaatsvervangend lid in de Parlementaire Assemblee van de Raad van Europa geweest en de Assemblee van de West-Europese Unie.

## Onderscheidingen
- Eresenator
- Ridder in de Leopoldsorde sinds 2003